# Siêu cúp bóng ném châu Âu
Siêu cúp bóng ném châu Âu (tiếng Anh: European Handball Federation Men’s Champions Trophy) là một giải tranh cúp của Liên đoàn bóng ném châu Âu dành cho các đội câu lạc bộ nam quốc gia thành viên của Liên đoàn, đã đoạt cúp của Liên đoàn trong mùa giải trước. Giải này được tổ chức hàng năm, bắt đầu từ năm 1996.

## Tổng kết
| Năm              |                       | Chung kết | Chung kết             | Chung kết                |       | Các đội thua bán kết   | Các đội thua bán kết | Các đội thua bán kết |
| Năm              | Vô địch               | Tỉ số     | Hạng nhì              | Hạng ba                  | Tỉ số | Hạng tư                |                      |                      |
| 1995-96 Chi tiết | FC Barcelona Handbol  | 27:24     | BM Granollers         | TBV Lemgo                | 25:20 | Drammen HK             |                      |                      |
| 1996-97 Chi tiết | FC Barcelona Handbol  | 25:20     | Elgorriaga Bidasoa    | Kolding IF               | 36:34 | Virum Sorgenfri        |                      |                      |
| 1997-98 Chi tiết | FC Barcelona Handbol  | 28:22     | Badel 1862 Zagreb     | Caja Cantabria Santander | 26:24 | IFK Skövde HK          |                      |                      |
| 1998-99 Chi tiết | FC Barcelona Handbol  | 26:25     | SC Magdeburg          | Prosesa Ademar Leon      | 35:34 | SG Flensburg-Handewitt |                      |                      |
| 1999-00 Chi tiết | Portland San Antonio  | 28:24     | FC Barcelona Handbol  | Dunaferr SE              | 27:22 | RK Metković Jambo      |                      |                      |
| 2000-01 Chi tiết | SC Magdeburg          | 21:20     | Portland San Antonio  | THW Kiel                 | 33:31 | SG Flensburg-Handewitt |                      |                      |
| 2001-02 Chi tiết | SC Magdeburg          | 31:30     | Fotex KC Veszprém     | BM Ciudad Real           | 32:20 | THW Kiel               |                      |                      |
| 2002-03 Chi tiết | FC Barcelona Handbol  | 30:29     | BM Valladolid         | BM Ciudad Real           | 29:28 | Montpellier HB         |                      |                      |
| 2003-04 Chi tiết | Celje Pivovarna Laško | 30:29     | THW Kiel              | BM Ciudad Real           | 34:24 | BM Valladolid          |                      |                      |
| 2004-05 Chi tiết | BM Ciudad Real        | 37:28     | SC Magdeburg          | FC Barcelona Handbol     | 31:30 | CB Ademar León         |                      |                      |
| 2005-06 Chi tiết | BM Ciudad Real        | 36:31     | VfL Gummersbach       | TBV Lemgo                | 34:33 | Chehovski Medvedi      |                      |                      |
| 2006-07 Chi tiết | THW Kiel              | 38:34     | Celje Pivovarna Laško | HSV Hamburg              | 31:27 | SC Magdeburg           |                      |                      |

## Tính theo quốc gia
| Nước        | Hạng nhất | Hạng nhì | Hạng ba | Hạng tư | Tổng cộng |
| ----------- | --------- | -------- | ------- | ------- | --------- |
| Tây Ban Nha | 8         | 5        | 6       | 2       | 21        |
| Đức         | 3         | 4        | 4       | 4       | 15        |
| Slovenia    | 1         | 1        |         |         | 2         |
| Hungary     |           | 1        | 1       |         | 2         |
| Croatia     |           | 1        |         | 1       | 2         |
| Đan Mạch    |           |          | 1       | 1       | 2         |
| Na Uy       |           |          |         | 1       | 1         |
| Thụy Điển   |           |          |         | 1       | 1         |
| Pháp        |           |          |         | 1       | 1         |
| Nga         |           |          |         | 1       | 1         |